# Kuikkasaari (ö i Norra Karelen, Joensuu, lat 63,20, long 29,50)
Kuikkasaari är en ö i Finland. Den ligger i sjön Pielisjärvi och i kommunen Juga i den ekonomiska regionen  Joensuu ekonomiska region  och landskapet Norra Karelen, i den sydöstra delen av landet, 400 km nordost om huvudstaden Helsingfors. Öns area är 3,5 hektar och dess största längd är 440 meter i sydöst-nordvästlig riktning.